# Aston Martin Valkyrie

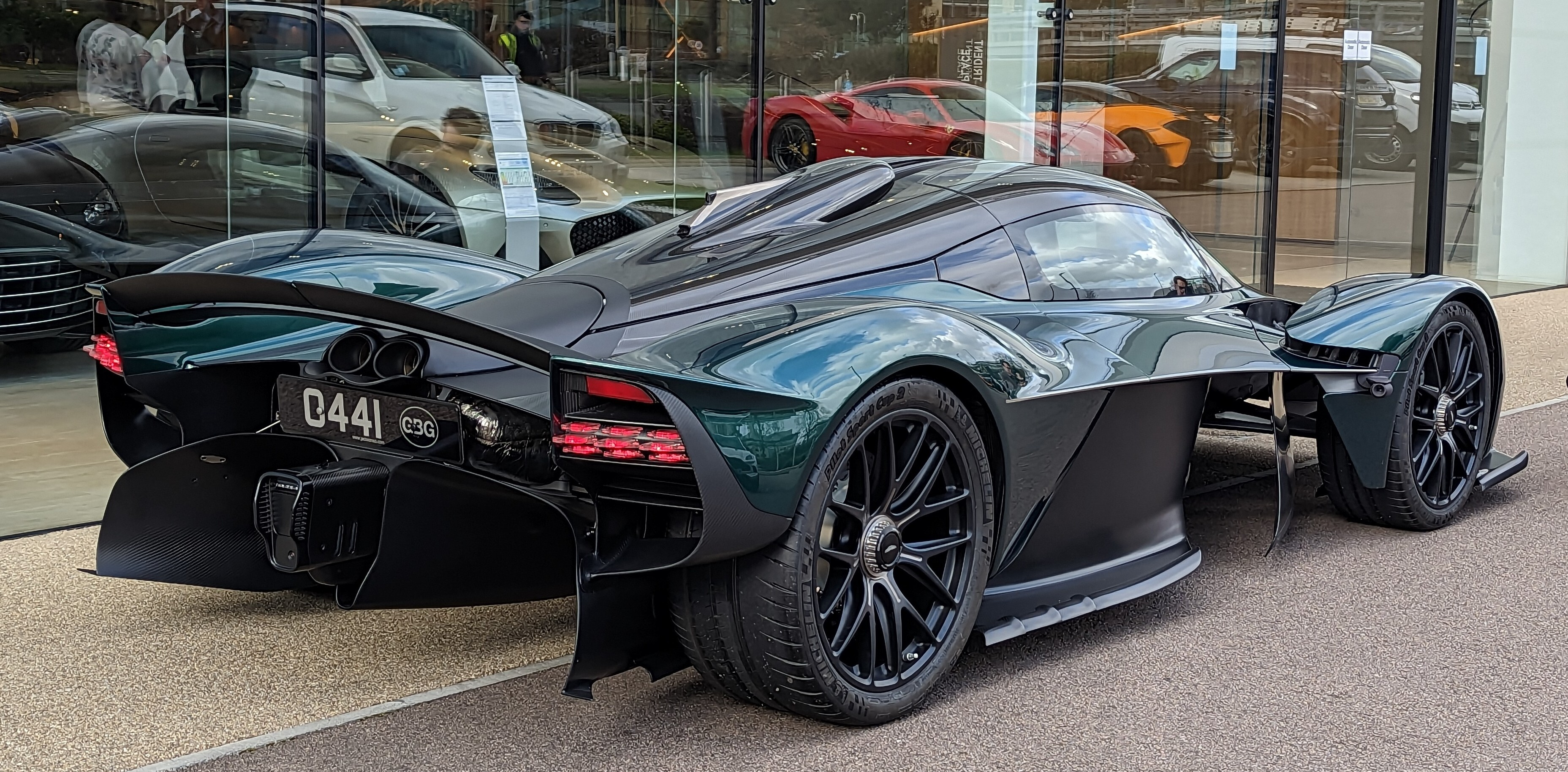
Heckansicht

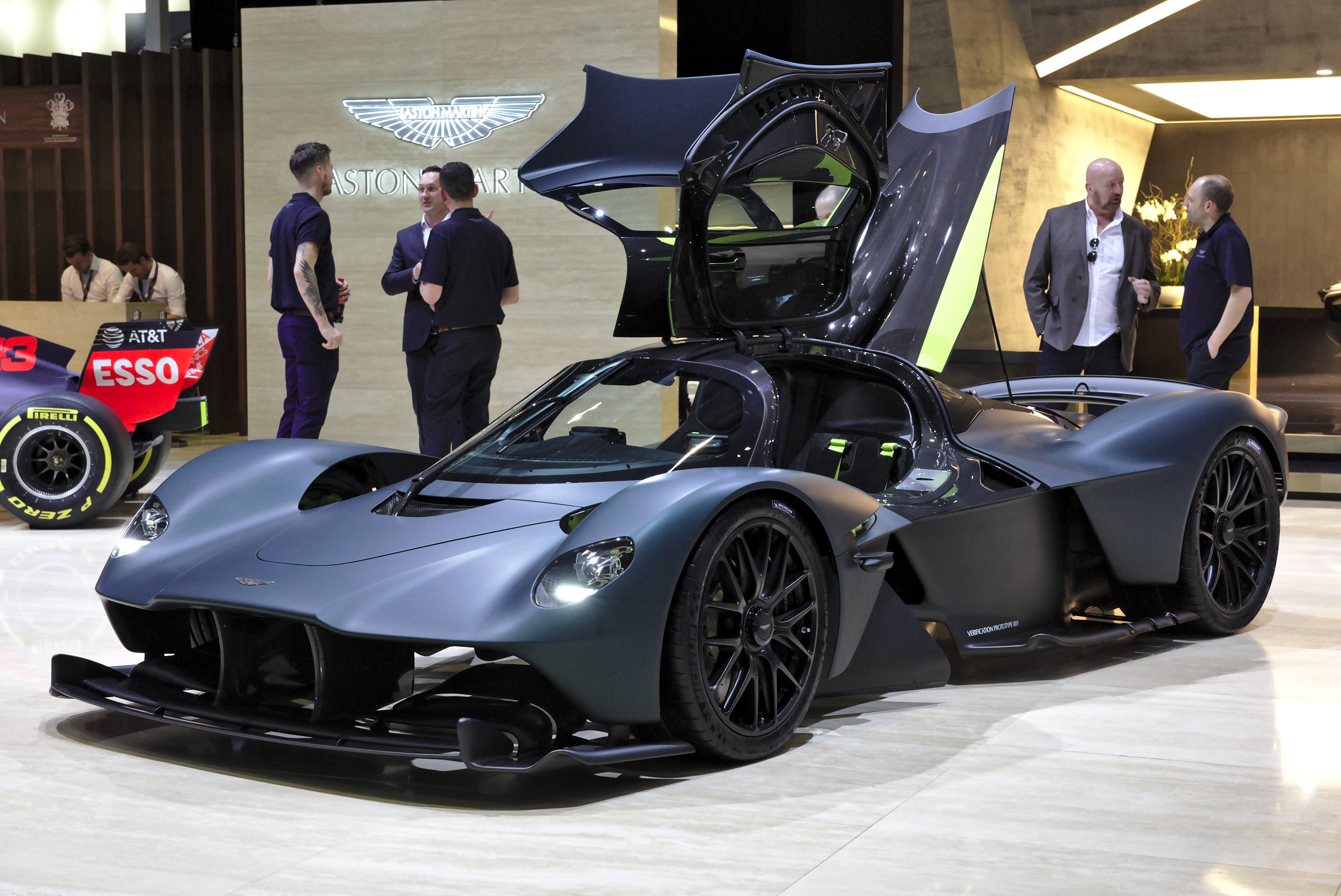
Prototyp des Aston Martin Valkyrie auf dem Genfer Auto-Salon 2019

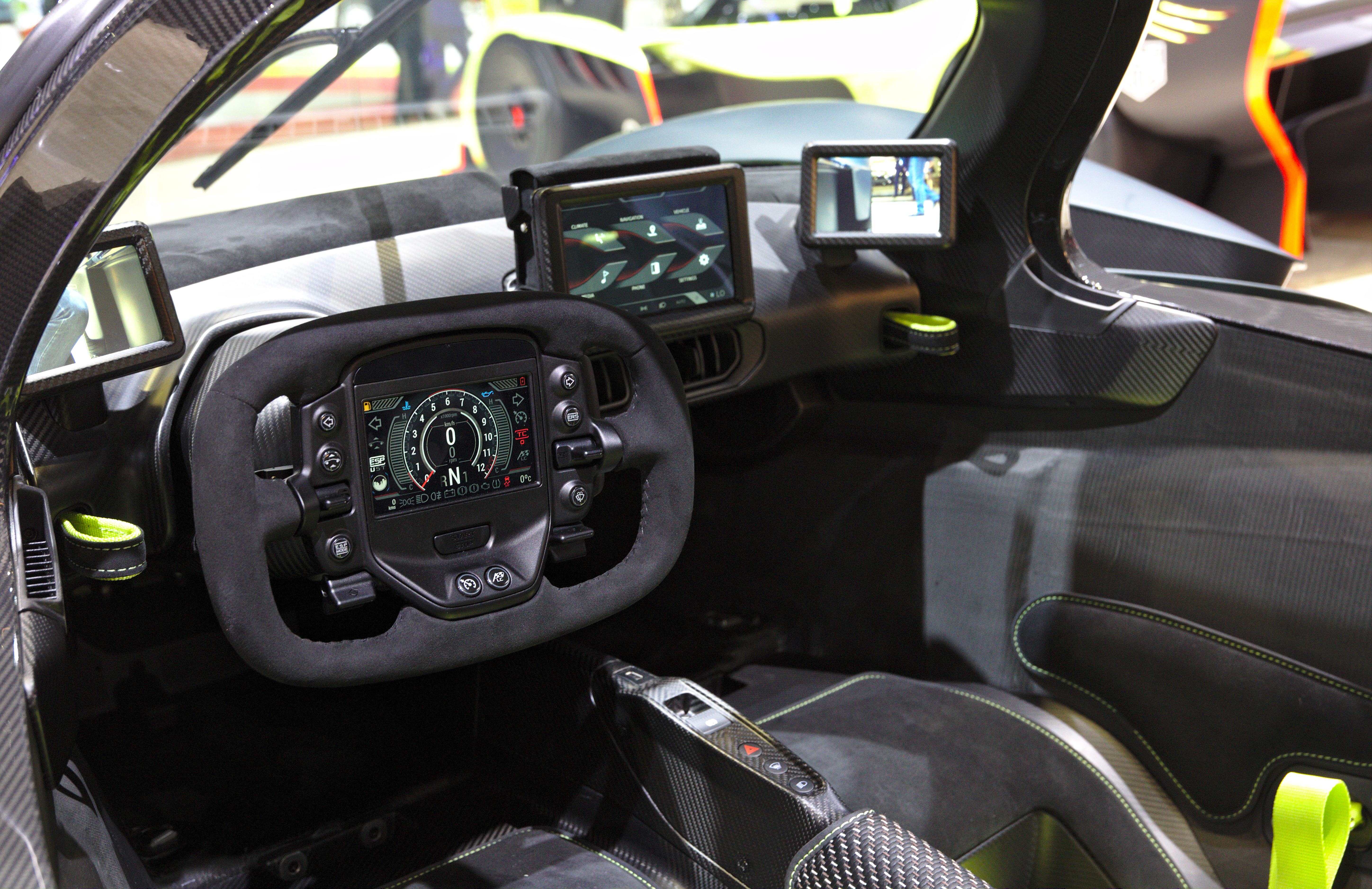
Innenraum

Der Aston Martin Valkyrie ist ein Supersportwagen mit Hybridantrieb des britischen Automobilherstellers Aston Martin. Er wird in Zusammenarbeit mit Red Bull Racing entwickelt und gebaut.

## Hintergrund
Das Projekt mit dem Namen AM-RB 001 wurde am 5. Juli 2016 präsentiert. Dabei steht AM für Aston Martin und RB für Red Bull (Racing). 001 steht für die erste Zusammenarbeit der beiden Unternehmen. Ziel war ein Leistungsgewicht von einem Kilogramm pro PS sowie eine Straßenzulassung. Mitte Februar 2017 stellte Aston Martin die Entwicklungspartner vor. Diese sind neben Red Bull Racing unter anderem Bosch, Cosworth, Michelin, Multimatic, Rimac Automobili und Ricardo. Gebaut werden 150 Wagen; die Auslieferungen sollten 2019 beginnen, starteten aber erst im Herbst 2021. Im August 2021 präsentierte Aston Martin mit dem Spider eine offene Version, die 85 Mal gebaut wird.
Am 6. März 2017 wurde der offizielle Name bekannt gegeben. Der Name Valkyrie (deutsch Walküre) stammt aus der nordischen Mythologie und steht in einer langen Tradition von Aston-Martin-Modellen mit V als Anfangsbuchstaben, etwa den Vantage-Modellen oder dem Vulcan.

## Technik
Der Aston Martin Valkyrie ist als Hybrid-Sportwagen mit Mittelmotor konstruiert und steht damit in Konkurrenz zum Mercedes-AMG One und McLaren Speedtail sowie zu den vor einigen Jahren gebauten Porsche 918, McLaren P1, Ferrari LaFerrari oder Koenigsegg Regera. Das von Multimatic gebaute Monocoque besteht aus kohlenstofffaserverstärktem Kunststoff. Als Motor kommt beim Valkyrie ein sehr hoch drehender 6,5-Liter-V12-Saugmotor von Cosworth zum Einsatz; seine Höchstdrehzahl beträgt 11.100/min. Er wiegt 206 kg. Zudem ist ein Energy Recovery System eingebaut, das von Rimac entwickelt wurde. Die Kraft wird von einem sequenziellen 7-Gang-Getriebe von Ricardo übertragen. Die Systemleistung liegt bei 849 kW (1155 PS) und das Leergewicht beträgt 1435 kg. Die Höchstgeschwindigkeit liegt bei 355 km/h (elektronisch abgeregelt). Die Form der Karosserie, speziell der Unterboden, wurde von dem für Formel-1-Rennwagen bekannten Aerodynamiker Adrian Newey und seinem Team bei Red Bull Racing entwickelt. Mit Front- und Heckflügel, sowie den beiden Venturi-Tunnels, die in einen großen Diffusor mit tunnelförmigen Schächten münden, entwickelt das Fahrzeug bei Höchstgeschwindigkeit rund 11 kN (umgangssprachlich: 1100 kg) Abtrieb. Zudem hat der Valkyrie seitliche Luftleitbleche (Turning Vanes). Beim Kauf eines Valkyries kann der Käufer zusätzlich ein AMR-Track-Performance-Pack erwerben. Das sind vor allem austauschbare Aerodynamik-Teile und ein Rennfahrwerk, die den Sportwagen noch mehr auf Track-Performance auslegen, womit auch der Abtrieb bei Höchstgeschwindigkeit auf rund 19 kN (umgangssprachlich: 1900 kg) ansteigt. Allerdings ist der Austausch der Teile enorm zeit- und kostenintensiv.
Am 6. März 2023 stellte Sport-Auto-Tester Christian Gebhardt auf der GP-Variante des Bahrain International Circuits mit 2:01,01 Minuten einen Streckenrekord für straßenzugelassene Fahrzeuge auf – dies mit einem Valkyrie ohne AMR-Track-Performance-Pack.

## Technische Daten
|                                      | Aston Martin Valkyrie                                                                      |
| ------------------------------------ | ------------------------------------------------------------------------------------------ |
| Bauzeitraum                          | seit 11/2021                                                                               |
| Motorbauart                          | Zwölfzylinder-V-Motor + Elektromotor                                                       |
| Hubraum Ottomotor                    | 6499 cm³                                                                                   |
| Bohrung × Hub                        | 98,0 × 71,8 mm                                                                             |
| Leistung Ottomotor                   | 746 kW (1015 PS) bei 10.600/min                                                            |
| Spezifische Leistung (Literleistung) | 114,8 kW/l (156,2 PS/l)                                                                    |
| Drehmoment Ottomotor                 | 780 Nm bei 7000/min                                                                        |
| Leistung Elektromotor                | 103 kW (140 PS)                                                                            |
| Drehmoment Elektromotor              | 280 Nm                                                                                     |
| Leistung Ottomotor + Elektromotor    | 849 kW (1155 PS)                                                                           |
| Drehmoment Ottomotor + Elektromotor  | 924 Nm bei 7000/min                                                                        |
| Antrieb                              | Hinterrad                                                                                  |
| Getriebe                             | Sequenzielles 7-Gang-Getriebe                                                              |
| Bremsen                              | innenbelüftete Carbon-Keramik-Bremsscheiben; Durchmesser: 420 mm (vorne) / 385 mm (hinten) |
| 0–100 km/h                           | 2,5 s                                                                                      |
| Höchstgeschwindigkeit                | 355 km/h (elektronisch abgeregelt)                                                         |
| Leergewicht                          | 1435 kg                                                                                    |
| Räder                                | 9,5 J × 20 (vorne) / 11,5 J × 21 (hinten)                                                  |
| Reifen                               | 265/35 ZR 20 (vorne) / 325/30 ZR 21 (hinten)                                               |
| Reifentyp                            | Michelin Pilot Sport Cup 2 (N2) / Michelin Pilot Sport Cup R (N0)                          |
| Batterie                             | Lithium-Ionen: 1,68 kWh / 263 Volt                                                         |

## Ableger des Aston Martin Valkyrie

### Valkyrie AMR Pro
Der Valkyrie AMR Pro ist eine für Rennstrecken optimierte Version ohne Straßenzulassung und ohne FIA-Homologation. Er verfügt über einen 266 mm größeren Radstand und eine überarbeitete Aerodynamik (u. a. vergrößerter Heck- und Frontflügel, Finne auf der Motorabdeckung) mit wesentlich mehr Gesamtabtrieb – rund 20 kN (umgangssprachlich: 2.000 kg) – bei 340 km/h –, allerdings ohne Hybridsystem, womit er 746 kW (1015 PS) leistet. Die Querlenker bestehen aus kohlenstofffaserverstärktem Kunststoff. Gebaut werden nur 25 Fahrzeuge.

#### Konkurrenzumfeld
- Bugatti Bolide
- Ferrari FXX K und Ferrari FXX K Evo
- Lamborghini Essenza SCV12
- McLaren Solus GT
- McLaren Senna GTR
- Red Bull Racing RB17

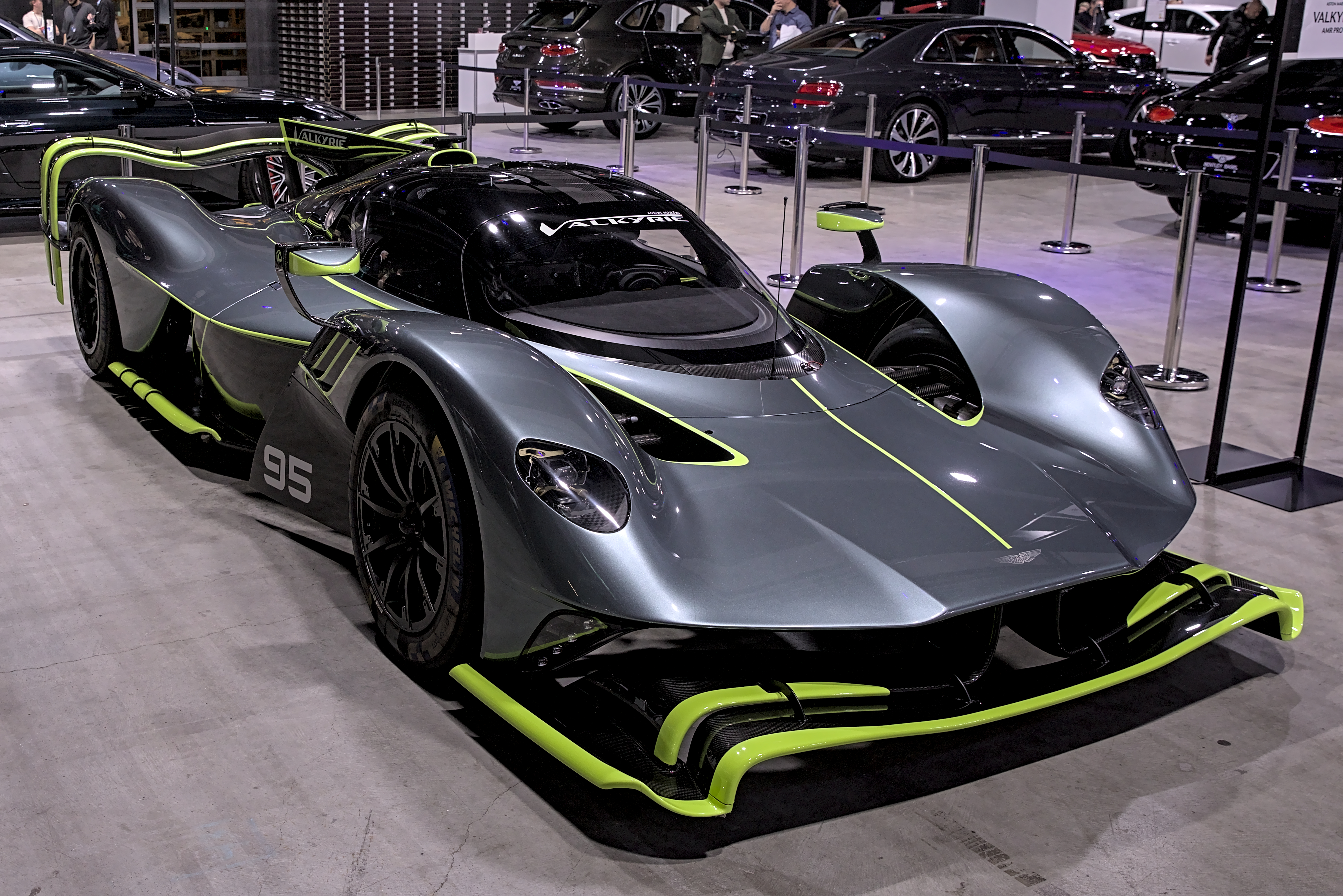
Frontansicht
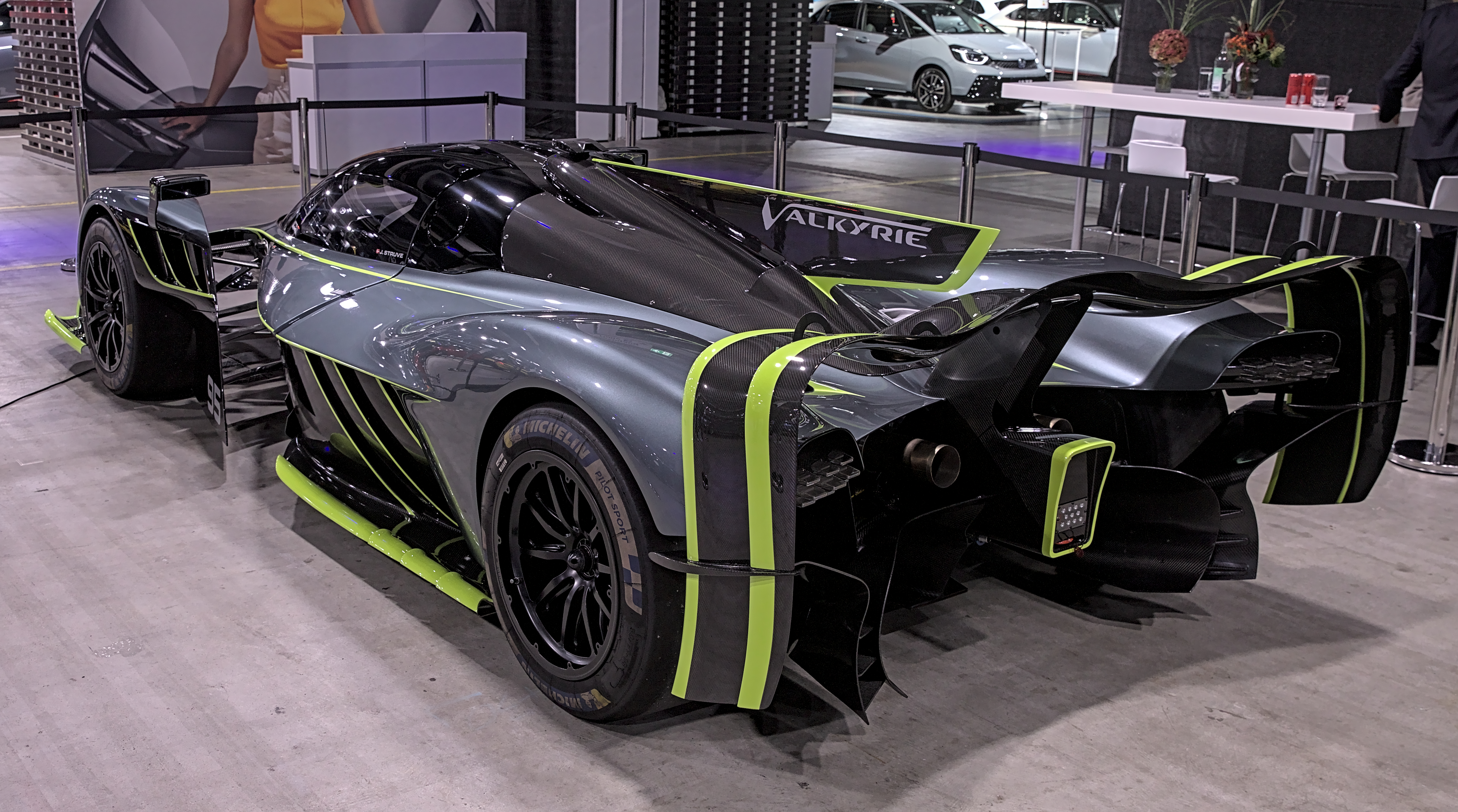
Heckansicht
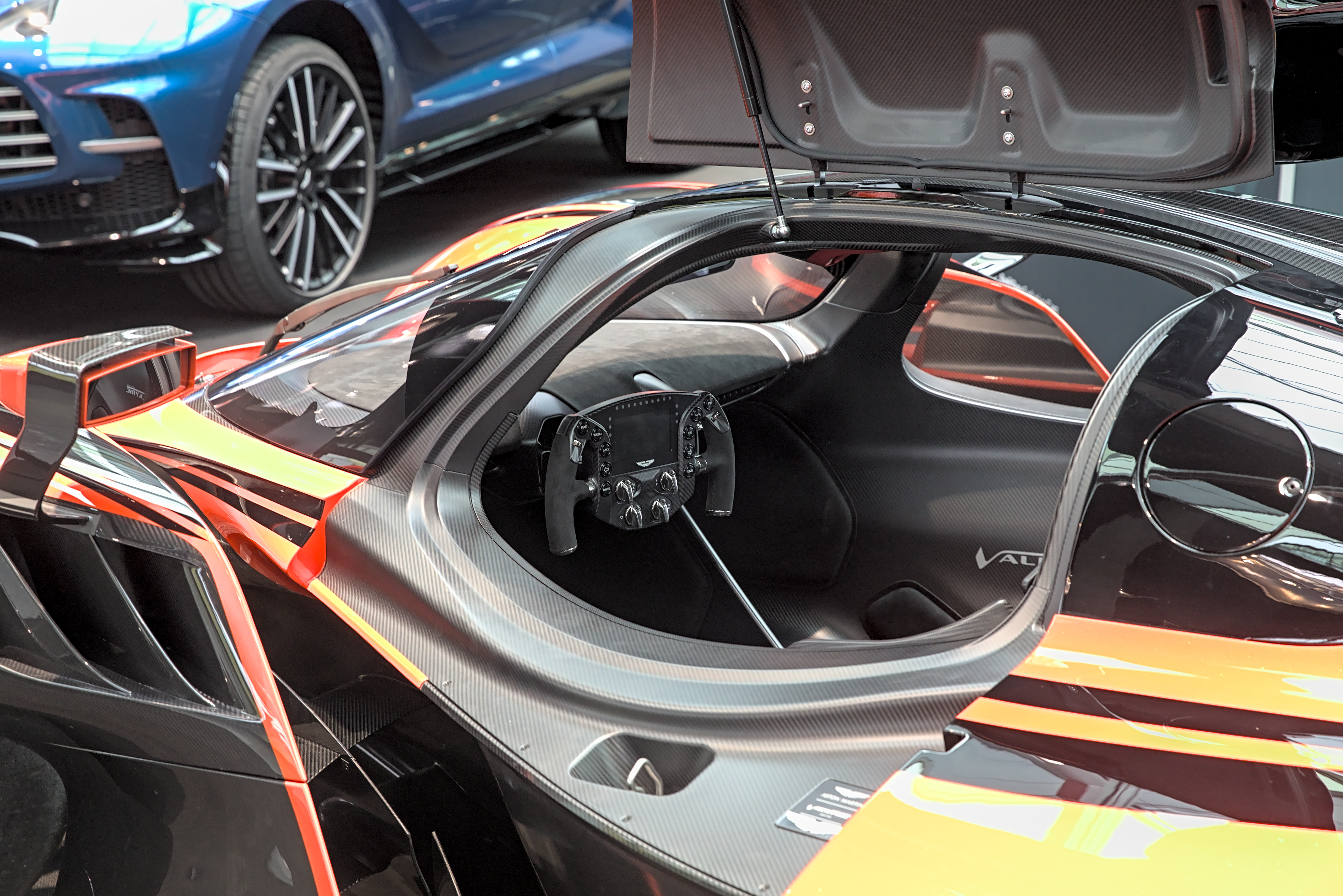
Innenraum

### Valkyrie Hypercar
Der Valkyrie Hypercar ist eine reine Rennversion (inkl. FIA-Homologation) und wird sowohl bei den Rennen der IMSA (ein Fahrzeug) als auch denjenigen der WEC (zwei Fahrzeuge) eingesetzt werden. Das Monocoque wurde leicht überarbeitet, der Frontsplitter befindet sich weiter vorne, über der Motorhaube verläuft eine vertikale Finne, die mit dem Heckspoiler verbunden ist. Der 6,5-Liter-V12-Motor leistet reglementsbedingt nur 500 kW (680 PS). Im Gegensatz zur Konkurrenz verzichtet der Valkyrie – wie bereits der Valkyrie AMR Pro – komplett auf Hybrid-Unterstützung. Eingesetzt werden die Autos von The Heart of Racing. Der erste WEC-Einsatz erfolgte Ende Februar 2025 beim 1812-km-Rennen von Katar, der erste in der IMSA-Serie wird das 12-Stunden-Rennen in Sebring sein.

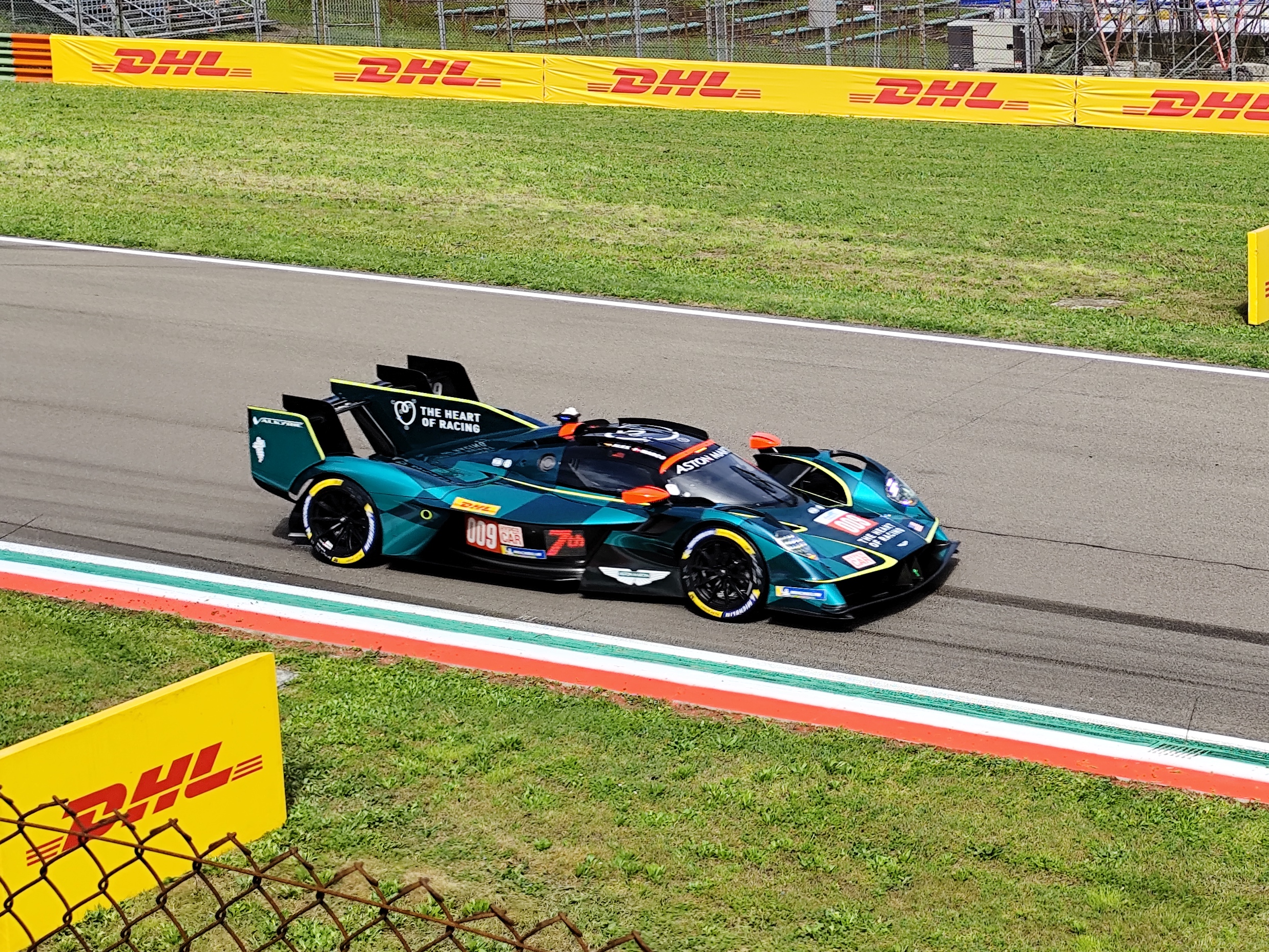
Seitenansicht

## Zulassungszahlen
In der Schweiz und Liechtenstein wurden bisher 20 Aston Martin Valkyrie Coupé neu zugelassen, zudem 10 Valkyrie Spider.

## Trivia
Aston-Martin-Formel-1-Werkspilot Fernando Alonso erhielt einen Valkyrie, der durch seine Lackierung an das 2024er Aston-Martin-Formel-1-Auto erinnert.